# Alfa
Alfa (ἄλφα, pisana Αα) − pierwsza litera alfabetu greckiego. W greckim systemie liczbowym oznacza liczbę 1. Alfa pochodzi od litery alfabetu fenickiego alef . Od alfy pochodzą łacińskie A i cyrylickie А.
W języku starogreckim i grece współczesnej alfa reprezentuje samogłoskę otwartą przednią niezaokrągloną /a/.

## Użycie jako symbolu

### Α
Majuskuły alfy nie używa się jako symbolu, ponieważ wygląda ona tak samo jak łacińska litera A.

### α
- kanał alfa w cyfrowej grafice komputerowej
- kąt natarcia
- w fizyce:
  - stała struktury subtelnej
  - promieniowanie alfa
- w chemii
  - oznaczenie stopnia dysocjacji
  - oznaczenie skręcalności właściwej oraz wartości skręcenia płaszczyzny światła spolaryzowanego
  - wykładnik Brønsteda w równaniu Brønsteda[1]
- w matematyce:
  - zwyczajowe oznaczenie miary kąta płaskiego lub płaszczyzny
  - oznaczenie proporcji
- w astronomii alfą nazywa się zazwyczaj najjaśniejszą gwiazdę w konstelacji (oznaczenie Bayera)
- α – marka firmy Sony
- w biologii samicą, samcem alfa nazywa się osobnika dominującego

## Kodowanie
W Unicode litera alfa jest zakodowana:
| Znak | Unicode | Kod HTML                        | Nazwa unikodowa            | Nazwa polska              |
| ---- | ------- | ------------------------------- | -------------------------- | ------------------------- |
| Α    | U+0391  | &Alpha; lub &#x0391; lub &#913; | GREEK CAPITAL LETTER ALPHA | wielka litera grecka alfa |
| α    | U+03B1  | &alpha; lub &#x03B1; lub &#945; | GREEK SMALL LETTER ALPHA   | mała litera grecka alfa   |

W LaTeX-u używa się znacznika:
| Znak                         | LaTeX  |
| ---------------------------- | ------ |
| {\displaystyle \mathrm {A} } | \Alpha |
| {\displaystyle \alpha }      | \alpha |

## Łacińska litera alfa
Ɑɑ to litera alfabetu języka fe'fe'.
ɑ – symbol IPA samogłoski